# Nycterosea obstipata
Nycterosea obstipata là một loài bướm đêm trong họ Geometridae.